# My Little Pony, le film
 (septembre 2020).
Si vous disposez d'ouvrages ou d'articles de référence ou si vous connaissez des sites web de qualité traitant du thème abordé ici, merci de compléter l'article en donnant les références utiles à sa vérifiabilité et en les liant à la section « Notes et références ».
Pour le film de 1986, voir Mon petit poney, le film.
Pour plus de détails, voir Fiche technique et Distribution.
My Little Pony, le film ou Mon petit poney, le film au Québec (My Little Pony: The Movie) est un film d'animation américano-canadien réalisé par Jayson Thiessen, adapté de la série télévisée My Little Pony : Les amies, c'est magique, sorti en 2017. L'intrigue du film se déroule entre les saisons 7 et 8 de la série.
Le film se situe dans le royaume magique d'Equestria. Le célèbre poney et princesse de l'amitié Twilight Sparkle et ses amis -Applejack, Pinkie Pie, Rarity, Fluttershy, Rainbow Dash et le bébé dragon Spike- partent pour un voyage au-delà des frontières du royaume pour obtenir de l'aide et repousser une force ténébreuse qui menace la tranquillité d'Equestria. Découvrez de nouveaux lieux, de nouveaux amis et ennemis le tout accompagné de chansons enjouées !
Le film est un succès, récoltant 61 millions de dollars de recettes, tout en obtenant des critiques positives.

## Synopsis
Twilight Sparkle, la princesse de l'amitié, est stressée à l'idée de présenter aux autres princesses d'Equestria son plan pour le concert de Songbird Serenade (Mélodie Colibri) durant le festival de l'amitié à Canterlot, le plus grand événement de l'année. Les princesses déclinent le plan de Twilight qui doute de ses capacités tandis que ses amies l'aident à organiser le festival. 
Soudain, les poneys entendent d'énormes orages et éclairs. Twilight blâme Rainbow Dash de ne pas avoir bien fait la météo mais Rainbow Dash dit qu'il ne restait plus de nuages. Un énorme bateau volant surgit. Une licorne à la corne brisée, Tempest Shadow, et Grubber (un hérisson qui est son assistant) débarquent du bateau pour le compte du roi Storm (ou Roi Tonnerre au Québec) dans l'intention de voler la magie des quatre princesses qui dirigent le pays. Les princesses alicornes, à l’exception de Twilight, sont transformées en statues de pierre. Quittant la ville lors de l'effondrement d'un pont, Twilight Sparkle et ses fidèles amis, l'extravagante Pinkie Pie, la fougueuse Applejack, la sportive Rainbow Dash, la belle Rarity, la timide Fluttershy et Spike le petit dragon partent chercher de l'aide auprès des Hippos. Twilight expliqua avoir entendu Celestia dire à Luna d'aller chercher la reine des Hippos, Luna allait y aller quand elle fut changée en statue de pierre par Tempest. 
Les héroïnes se retrouvent à Klugetown, une ville mystérieuse remplie de braconniers. Capper, un chat charmant mais manipulateur, les sauve des tendances barbares des brigands. Chez lui, les héroïnes découvrent qu'ils recherchent en réalité la "reine des hippogriffes" et décident de partir sur le mont Aris. Mais Tempest Shadow est sur leur traces, bien décidée à capturer la princesse Twilight. De plus, Capper se trouve être un traître qui avait l'intention de vendre les pouliches à un usurier. Courant à sabots, les poneys et Spike se retrouvent sur un bateau volant où travaillent des perroquets dirigés par la capitaine Celaeno qui livrent des marchandises pour le roi Storm. Leur demandant ce qu'ils étaient avant de travailler pour le roi Storm, les poneys découvrent que les perroquets furent des pirates. C'est alors que Rainbow Dash leur redonne le moral. Rempli d'une énergie nouvelle, l'équipage accepte finalement de les aider. Twilight avertit Rainbow Dash de ne pas faire un arc-en-ciel supersonique pour que Tempest et Grubber ne reviennent pas les attaquer à nouveau. Mais Rainbow Dash n'écoutait pas Twilight et déclenche un arc-en-ciel. Sans le savoir, elle indique la position des héroïnes à Tempest qui les traque sur son vaisseau. Ce dernier fonce dans leur direction mais les pouliches parviennent à s'échapper de nouveau. Tombant du ciel avec ses amis, Twilight réussit à faire une montgolfière en bois qui se dirige à merveille grâce au feu de Spike. 
Les héroïnes arrivent sur le mont Aris, là ou les hippogriffes habitaient. Cependant, le groupe découvre que la ville est désormais inhabitée et vide. Tout à coup, une mélodie se fait entendre. Les protagonistes se font aspirer dans un univers sous-marin et trouvent les hippogriffes qui se sont en réalité transformés en poneys des mers pour échapper au roi Storm qui les attaquait. Après avoir été transformés à leur tour en poneys des mers par la princesse Skystar et la reine Novo, les amis demandent de l'aide à leurs nouveaux amis. La reine Novo refuse car elle veut protéger son peuple. La princesse Skystar propose aux poneys de rester dans leur monde, mais ces derniers refusent pour retrouver leurs familles et leurs amis. Twilight suggère à ses amis de passer un bon moment en chantant, dansant et riant. Mais ce que tout le monde ignore, c'est que Twilight veut faire diversion afin de dérober la perle magique de la reine Novo mais une alarme retentit. Ce qui a pour effet de déclencher la colère de la reine Novo qui expulse les poneys de son monde sous-marin. 
Dès que les protagonistes sortent de l'eau, une dispute éclate entre les poneys et Twilight affirme qu'elle n'a pas besoin de ses amies. Elles laissent seule Twilight, accablée de tristesse par son comportement. Tempest en profite pour la capturer. Dans son vaisseau, Tempest explique à Twilight qu'elle déteste l'amitié et relate son enfance. Pendant qu'elle jouait avec ses amis, sa balle se perdit dans une grotte. Les amis de Tempest l’ordonne à de tenter de retrouver la balle mais un ours apparut et l'attaqua. Tempest eut sa corne brisée et fut abandonnée par ses amis. Tempest dit à Twilight que ses amies l'ont également trahie, mais Twilight répond qu'elle a elle-même trahi l'amitié. Spike parvient à avertir les amies de Twilight que celle-ci a été emmenée par Tempest. Les héroïnes partent à la rescousse de Twilight, aidées et soutenues par Capper, la princesse Skystar, la capitaine Celaeno et son équipage.
Captive au château de Canterlot, Twilight est confronté au roi Storm qui lui substitue sa magie. Tempest rappelle qu'ils avaient conclu un accord, à savoir réparer la corne de Tempest en échange de la magie des quatre princesses d'Equestria. Mais le roi Storm révèle à Tempest qu'il l'a manipulé et n'a jamais réellement voulu lui redonner sa corne. Outrée, Tempest est emportée par une énorme tornade avant d'être secourue par Twilight. Tempest demande à l'Alicorne pourquoi elle l'a sauvé et Twilight lui dit que c'est ce que font les amis. Les amis de Twilight utilisent un canon qui les propulse à toute vitesse au château de Canterlot. Sous l'effet de la tornade, Twilight et le roi Storm disparaissent dans les airs. Twilight survit à la tornade et ramène le strident du roi Storm. Lorsque Tempest aperçoit le roi Storm qui repasse à l'attaque, elle tente de s'interposer. Le roi Storm et Tempest sont tous deux changés en statues de pierre. Les poneys n'en reviennent pas à l’exception de Twilight. Grâce au strident, Tempest redevient normale, les autres princesses sont libérées et Canterlot retrouve son lustre. 
Le festival de l'amitié est célébré dans la joie avec la chanson de Songbird Serenade. Tempest regarde tristement le concert. Twilight vient lui expliquer que même si elle sa corne est brisé, elle est puissante et une bonne amie. C’est alors que Tempest utilise les pouvoirs de sa corne brisé comme feu d’artifice et révèle son vrai nom (Fizzlepop Berrytwist) à Pinkie Pie qui en est surprise.

## Personnages
- Princesse Twilight Sparkle, la studieuse et belle princesse de l'amitié d'Equestria.
- Applejack, la pouliche fermière, honnête et travailleuse, toujours prête à aider.
- Fluttershy, la timide et douce pégase amoureuse de la nature.
- Pinkie Pie, la ponette extravertie et fofolle, dingue des fêtes et des bonbons.
- Rainbow Dash, la pégase sportive et rapide qui raffole des compétitions.
- Rarity, la belle et coquette licorne qui adore tout embellir.
- Spike, le gentil petit assistant dragon de Twilight.
- Tempest Shadow (ou Tempête au Québec) (de son vrai nom Fizzlepop Berrytwist), la puissante et impitoyable commandante du roi Storm à la magie redoutable.
- Princesse Skystar, l'adorable hippogriffe devenu un poney de mer et fille de la Reine Novo.
- Grubber, l'assistant gourmand de Tempest Shadow et serviteur du Roi Storm.
- Roi Storm (ou Roi Tonnerre au Québec), le maléfique souverain avide de pouvoir en contrôlant les orages.
- Capper, le charmant chat de gouttière aux manières galantes.
- Capitaine Celaeno, la courageuse perroquet-pirate toujours prête à se battre pour ses amis.
- Reine Novo, la gracieuse souveraine des hippogriffes transformée en poneys de mer.
- Songbird Serenade, la célèbre pégase chanteuse à la voix merveilleuse.

## Fiche technique
- Récit : Meghan McCarthy et Joe Ballarini
- Production : Brian Goldner, Stephen Davis, Marcia Gwendolyn Jones et Haven Alexander
- Sociétés de distribution : Lionsgate (États-Unis), Entertainment One Films Canada (Canada anglophone), Les Films Séville (Québec), Metropolitan Filmexport (France), Belga Films (Belgique), Impuls Pictures (Suisse)
- Budget : 6 500 000 $[2]
- Langue originale : anglais
- Dates de sortie :
  - États-Unis, Canada : 6 octobre 2017
  - France, Suisse romande : 18 octobre 2017
  - Belgique : 25 octobre 2017
- Format : couleur
- Genre : animation
- Durée : 99 minutes

## Distribution

### Voix originales
- Tara Strong : Twilight Sparkle
- Rebecca Shoichet : Twilight Sparkle (chant)
- Ashleigh Ball : Rainbow Dash et Applejack
- Andrea Libman : Pinkie Pie et Fluttershy
- Shannon Chan-Kent : Pinkie Pie (chant)
- Tabitha St. Germain : Rarity, Princesse Luna, Granny Smith et Derpy Hooves
- Kazumi Evans : Rarity (chant)
- Cathy Weseluck : Spike
- Emily Blunt : Tempest Shadow et Fizzlepop Berrytwist
- Kristin Chenoweth : Princesse Skystar
- Michael Peña : Grubber
- Liev Schreiber : Roi Storm
- Taye Diggs : Capper
- Zoe Saldaña : Capitaine Celaeno
- Uzo Aduba : Reine Novo
- Sia : Songbird Serenade
- Nicole Oliver : Princesse Celestia et Lix Spittle
- Britt McKillip : Princesse Cadance
- Michelle Creber : Apple Bloom
- Brian Dobson : Verko
- Peter New : Big McIntosh

### Voix françaises
- Claire Tefnin : Twilight Sparkle (dialogues)
- Nancy Philippot : Twilight Sparkle (chant)
- Mélanie Dermont : Rainbow Dash
- Julie Basecqz : Rarity (dialogues)
- Nathalie Delattre : Rarity (chant)
- Nathalie Hugo : Pinkie Pie
- Élisabeth Guinand : Fluttershy
- Fabienne Loriaux : Applejack (dialogues)
- Nathalie Stas : Applejack (chant) et Lix Spittle
- Alexandra Corréa : Spike
- Delphine Moriau : Princesse Celestia
- Fanny Roy : Princesse Luna
- Maia Baran : Princesse Cadance
- Émilie Guillaume : Apple Bloom
- Didier Colfs : Big McIntosh, Verko et Party Favor
- Robert Dubois : Code Red et Boyle (dialogues)
- Valérie Lemaître : Tempest Shadow (dialogues) et Fizzlepop Berrytwist
- Laura Masci : Tempest Shadow (chant)
- Emmanuel Dekoninck : Grubber, Boyle (chant) et First Mate Mullet (chant)
- Michel Hinderyckx : Roi Storm et Bulk Biceps
- Sébastien Hébrant : Capper (dialogues)
- Nicolas Dorian : Capper (chant)
- Stéphane Excoffier (bande-annonce) : Capitaine Celaeno
- Mélissa Windal : Capitaine Celaeno (dialogues)
- Aline Bosuma : Capitaine Celaeno (chant)
- Patrick Waleffe : First Mate Mullet (dialogues)
- Léonor Bailleul : Princesse Skystar
- Myriam Thyrion : Reine Novo
- Erza et Gloria (Kids United) : chanteuses (Les Liens de l'amitié)[3]

- Version française
  - Studio de doublage : SDI Media Belgium
  - Adaptation : Sophie Servais
  - Direction artistique : Nathalie Stas
  - Production : Nicolas Potemberg

### Voix québécoises
- Sarah-Jeanne Labrosse : Twilight Sparkle
- Catherine Brunet : Pinkie Pie
- Mylène Mackay : Fluttershy
- Julianne Côté : Applejack
- Marianne Verville : Rainbow Dash
- Mylène St-Sauveur : Rarity
- Pier-Luc Funk : Spike
- Émilie Bibeau : Tempête et Fizzlepop Berrytwist
- Gardy Fury : Capper
- Louis-Philippe Dandenault : Roi Tonnerre
- Nicholas Savard L'Herbier : Glouton
- Annie Girard : Capitaine Celaeno
- Pascale Montreuil : Reine Novo
- Michèle Lituac : Princesse Skystar
- Frédérik Zacharek : Boyle
- Isabelle Leyrolles : Princesse Célestia
- Anne Dorval : Princesse Luna

- Version québécoise
  - Studio de doublage : Technicolor
  - Direction artistique : Maël Davan-Soulas
  - Adaption des dialogues : Andréane Girard
  - Adaption et direction musicale : Manuel Tadros

 Source et légende : version québécoise (VQ) sur Doublage.qc.ca

## Box-office
Le film a engrangé 21 885 107 $ en Amérique du Nord et 38 445 509 $ dans les autres pays, soit un total de 60 330 616 $ dans le monde. En France, My Little Pony, le film totalise 240 157 entrées.

## Éditions en vidéo
Le film sort en DVD et Disque Blu-ray le 9 janvier 2018 aux États-Unis et le 21 février 2018 en France.

## Production
Au San Diego Comic-Con en 2012, Meghan McCarthy qui est chef de l'écriture de My Little Pony : Les amies, c'est magique a dit que la possibilité de faire un film au cinéma n'est pas entre ses mains.
Le film a été annoncé le 20 octobre 2014 avec Joe Ballarini comme scénariste et Meghan McCarthy comme coproductrice déléguée.
Le président d'Hasbro Studios Stephen Davis a dit que "le film ouvre des opportunités de raconter une histoire d'une manière plus fascinante que dans un épisode et c'est aussi une opportunité de faire connaître la franchise dans le monde".
Ce film est l'un des premiers à être produit par Allspark Pictures, le label financier des studios Hasbro qui a aussi produit le film Jem et les Hologrammes en prise de vue réelle. Durant le PonyConAU le 22 février 2015, Meghan McCarthy a dit que le film n'a aucun lien avec Equestria Girls qui est un spin-off de la franchise et que l'équipe fait de son mieux pour que le film n'ait pas l'air d'un long épisode.
Le 7 août 2015, Lionsgate a annoncé la distribution du film dans le monde à l'exception de la Chine.
Les directeurs de la série Jayson Thiessen et Meghan McCarthy ont confirmé qu'ils reprendraient leur travail pour le film.
Michael Vogel a signé en tant que coproducteur exécutif aux côtés de Meghan McCarthy avec le représentant de Hasbro, Brian Goldner et Stephen Davis, en tant que producteurs. Rita Hsiao et Michael Vogel ont ensuite été annoncées comme coécrivains aux côtés de Meghan McCarthy.
Le film a été visualisé la première fois au Festival de Cannes le 10 mai 2016 tout auprès de huit autres films de Lionsgate pour aider à vendre le film aux distributeurs internationaux.
Le 30 avril 2016, des concepts et des informations du film ont été officiellement révélés au PonyRadioCon à Moscou. Le panel comprenait des détails supplémentaires tels que la transformation des personnages principaux en "poneys de mer" pour une partie du film.

## Musique
La chanson du film Rainbow est interprétée par Sia,,,,.